# Valdunquillo
Valdunquillo es un municipio y localidad de España en la provincia de Valladolid, comunidad de Castilla y León. Valdunquillo no queda muy lejos de los pueblos Villalogán, Bolaños de Campos, Valderas, Castroverde de Campos, Villanueva del Campo y Villavicencio de los Caballeros.
Parte de su término municipal se integra dentro de la ZEPA (Zona de especial protección para las aves) Penillanuras-Campos Sur y de la ZEPA Penillanuras-Campos Norte.

## Historia

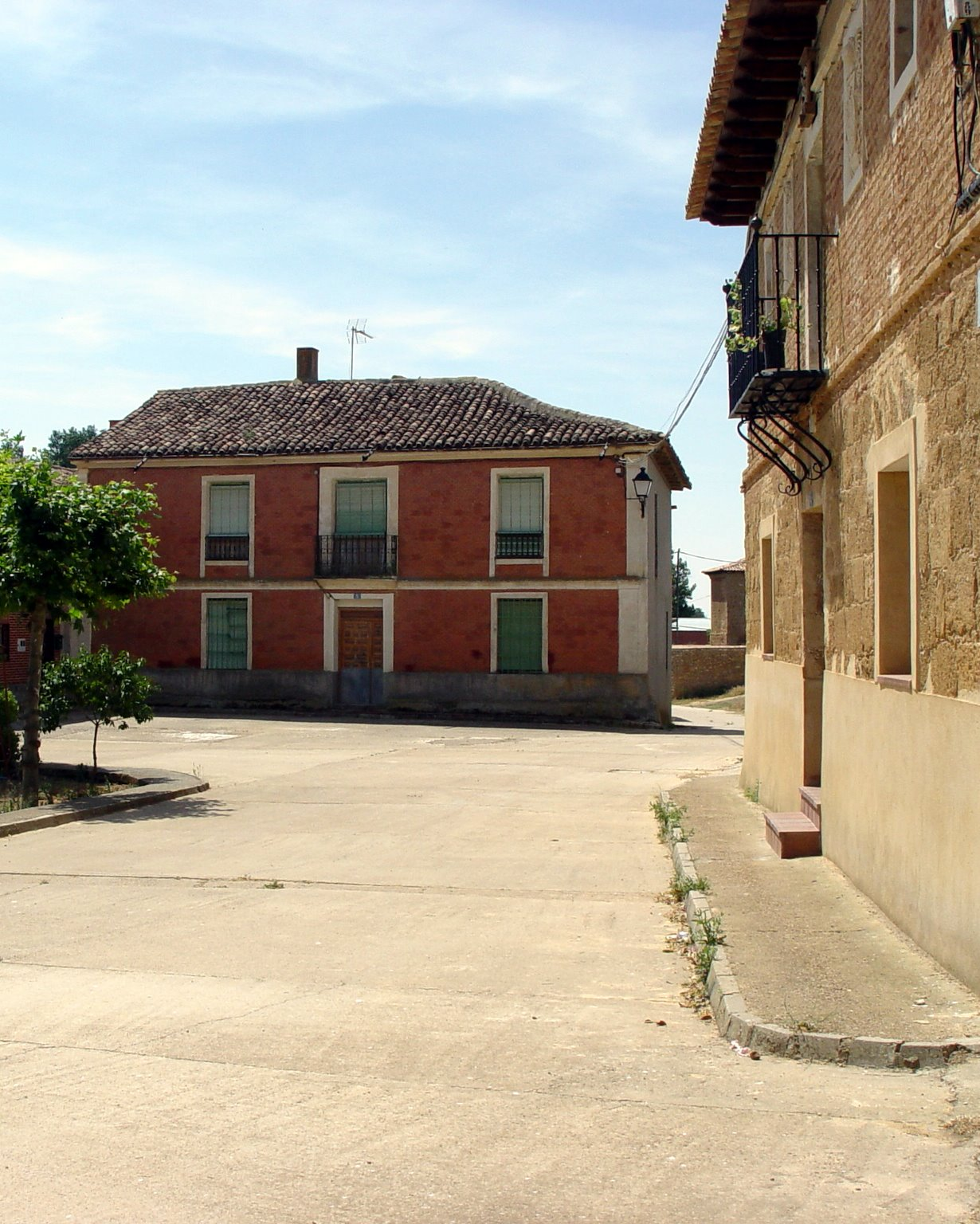
Esquina en la plaza Doctor Bárcena

El área primero fue habitado por los Vacceos. La primera referencia escrita corresponde al año 959, en un documento del Monasterio de Sahagún. El 5 de marzo de 1368, el rey Enrique II cedió Valdunquillo a Alvar Pérez de Osorio. La familia de los Osorio forman parte de la historia del pueblo, como lo demuestra tanto la existencia del palacio y su escudo, como su actuación para promover el convento. El 1 de mayo de 1623 el rey Felipe IV concedió a Francisca de Valdés Osorio el marquesado de Valdunquillo sobre el antiguo señorío de los Osorio.
Se describe a Valdunquillo de la siguiente manera, entre los años 1845 y 1850, realizado por Pascual Madoz en el "Diccionario geográfico-estadístico-histórico de España y sus posesiones de ultramar":
"Villa con ayuntamiento propio en la provincia, audiencia territorial y cuartel general de Valladolid, partido judicial de Villalón, diócesis de León: Situada en un corto valle rodeado de cerros, con clima templado y sano; tiene 200 casas de mediana construcción; un palacio toscano, propiedad del duque de Wervich y Alba; la casa del mayorazgo fundado por el comisario Pérez, y otras 4 más, todas 5 del mismo orden arquitectónico que el palacio; escuela primaria frecuentada por 90 alumnos de ambos sexos, a cargo de un maestro dotado con 1.500 reales; 2 fuentes de buenas aguas; 1 bonita alameda en el centro de la población; 2 iglesias parroquiales (Santa María y San Pedro) servidas cada una por su respectivo cura y sacristán; una ermita (Santa Cruz) y un convento que fue de mercedarios. Confina el término con los de la Unión, Villavicencio, Bolaños y Valderas; dentro de él se encuentran 9 fuentes de abundantes aguas; el terreno, bañado por un arroyo que atraviesa la población dividiéndola en 2 barrios, es de mediana calidad. Caminos: los que dirigen a los pueblos limítofes, Benavente y Villalón,en mediano estado. Correo: se recibe y despacha en Benavente. Productos: cereales, legumbres, vino, patatas, hortalizas y pastos, con los que se mantiene ganado lanar, vacuno y mular; hay caza de liebres, conejos, perdices y palomas, y pesca de abundantes y finas anguilas en una balsa. Industria: la agrícola. Comercio: exportación del sobrante de frutos, e importación de los artículos que faltan; hay 4 tiendas de comestibles, con algún surtido de ropas. Población: 160 vecinos, 572 almas. Capital productivo: 1.001.380 reales. Imponible: 95.019 reales."

## Geografía humana

### Demografía
Cuenta con una población de 116 habitantes (INE 2024).
| Gráfica de evolución demográfica de Valdunquillo entre 1842 y 2021                                                    |
| |
| Población de derecho según los censos de población del INE. Población de hecho según los censos de población del INE. |

| 1900  | 1910 | 1920 | 1930 | 1940 | 1950 | 1960 | 1970 | 1981 | 1991 |
| 1.012 | 979  | 948  | 881  | 833  | 918  | 743  | 508  | 340  | 290  |

| 240                       | 235 | 229 | 228 | 223 | 223 | 217 | 209 | 201 | 186 | 156 | 130 |
| (Fuente: INE [Consultar]) |     |     |     |     |     |     |     |     |     |     |     |

NOTA: La cifra de 1996 está referida a 1 de mayo y el resto a 1 de enero.

## Administración

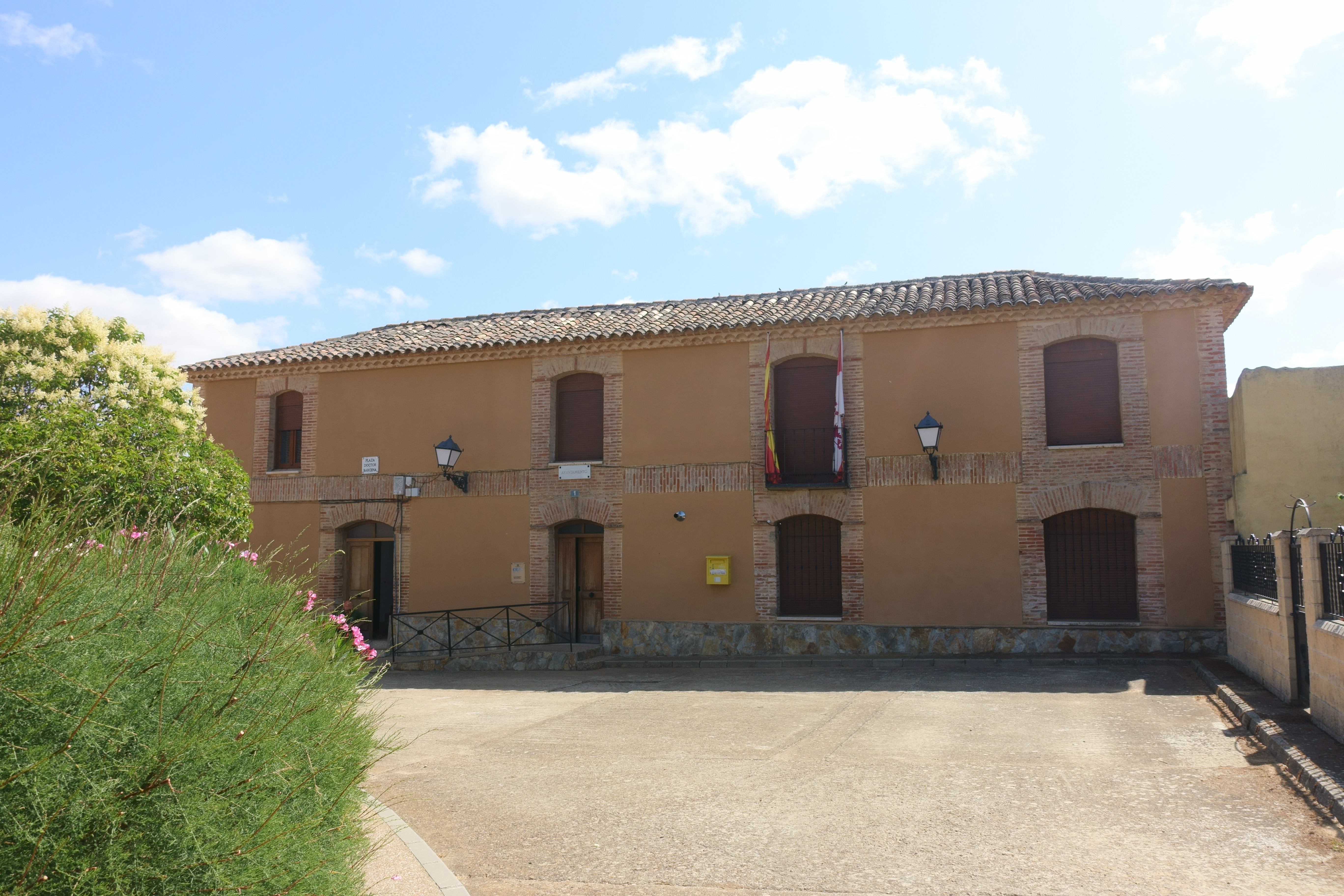
Casa consistorial

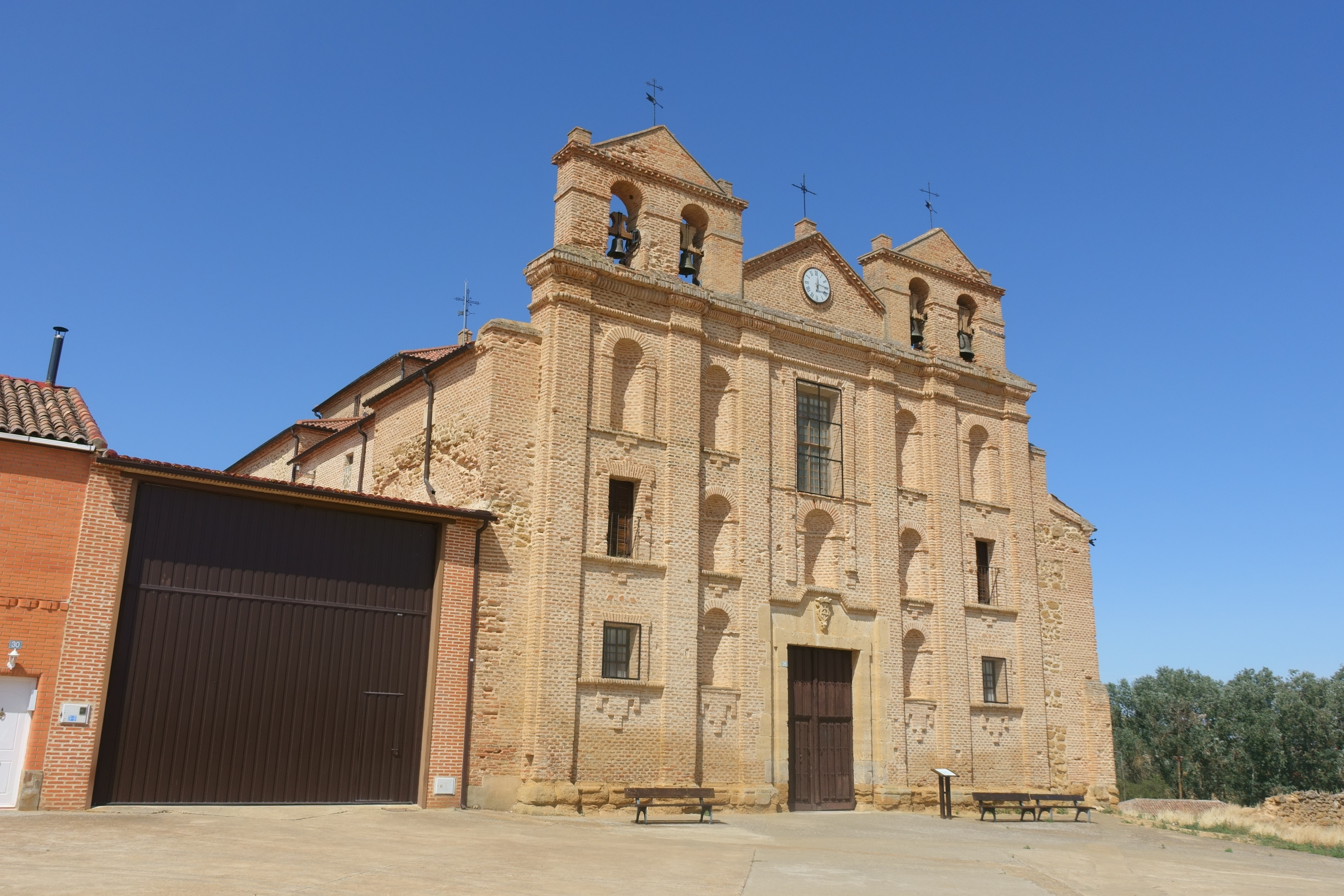
Convento de la Merced

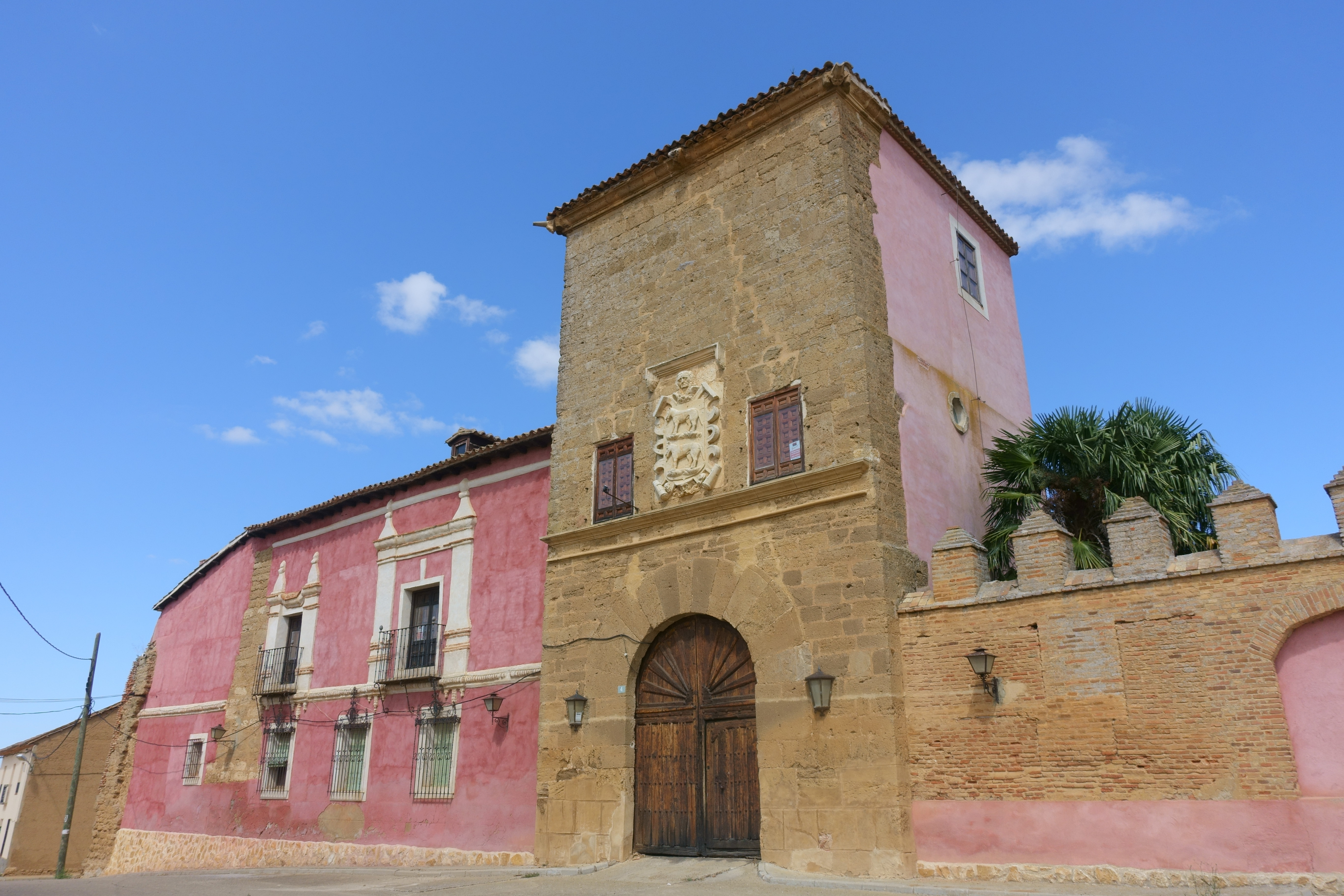
Palacio de los Duques de Alba

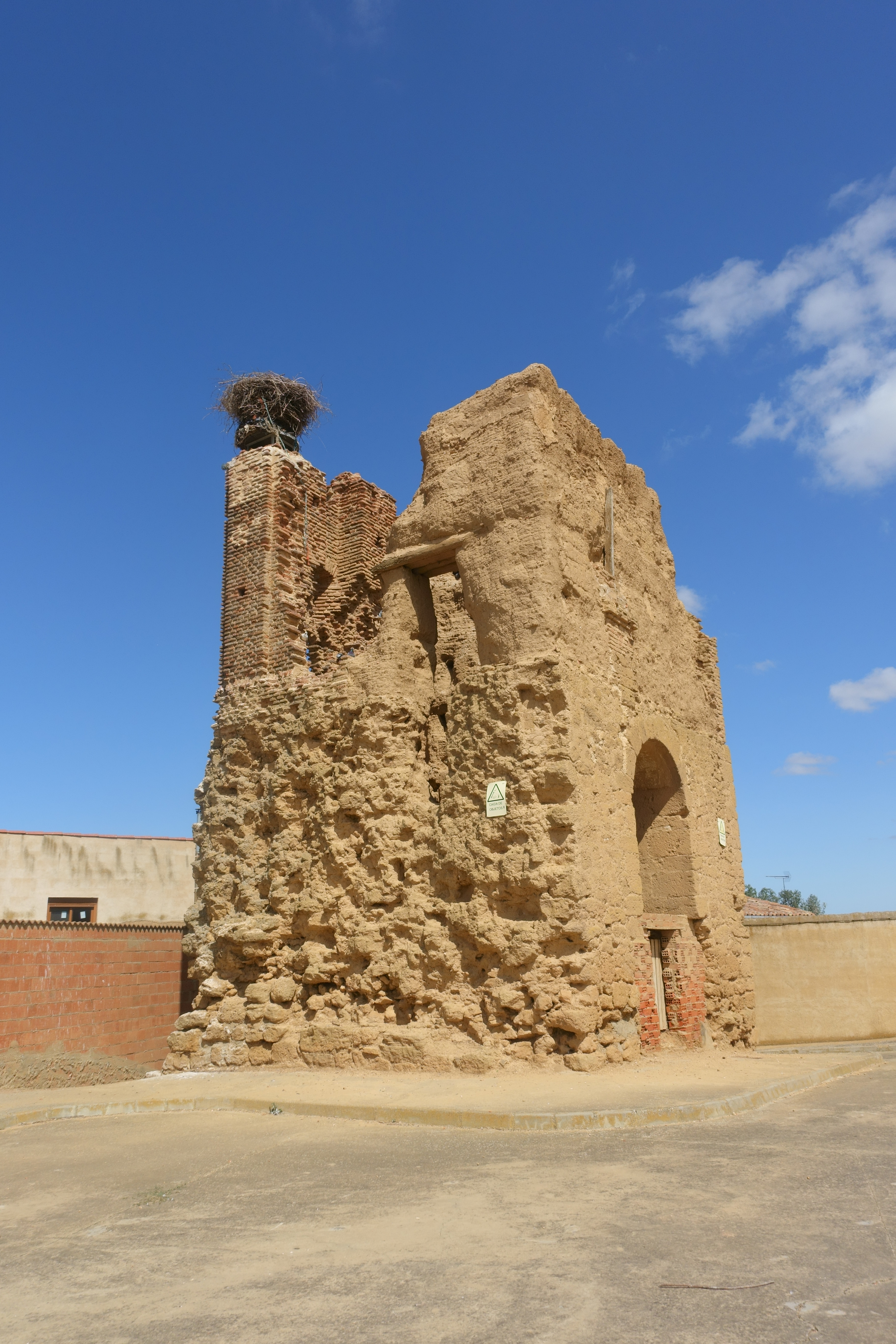
Restos de la iglesia de San Pedro

| Periodo   | Nombre                                                                    | Partido            |
| --------- | ------------------------------------------------------------------------- | ------------------ |
| 2003-2007 | Máximo Baza Pastor                                                        | PP                 |
| 2023-act. | Mariano Valdivieso Valdivieso (2019-2021) José María Bernardo (2021-2023) | PP Toma la Palabra |

## Monumentos y lugares de interés
- Convento de la Merced: las negociaciones para su construcción comenzaron en 1607, entre Francisca Osorio y los representantes de la congregación mercedaria.
- Palacio de los Duques de Alba: data del siglo XVII, perteneció a la familia de los Osorio, y como los duques de Alba son descendientes de ellos, el palacio perteneció a ellos por mucho tiempo.
- Iglesia de San Pedro: del siglo XVIII. Solo quedan los restos de la torre, conocida popularmente como la Torre Caída.
- Iglesia de Santa María: las ruinas han sido incorporadas a una casa privada.

## Cultura

### Fiestas
- 28 de enero: San Tirso.
- 24 de septiembre: Ntra. Sra. de la Merced.
- 14 de mayo: Voto de Villa.